# 천리마 축구단
《천리마 축구단》(千里馬 蹴球團, The Game of Their Lives)은 2002년 대니얼 고든이 감독하고, 니콜라스 보너가 제작한 영국의 다큐멘터리 영화로서, 1966년 FIFA 월드컵에 참가했던 조선민주주의인민공화국 축구 국가대표팀의 일곱 명의 생존 선수들에 대한 이야기를 담았다. 북한 축구 대표팀이 이탈리아 축구 국가대표팀을 넘어 아시아 최초로 FIFA 월드컵 8강에 진출한 이야기를 그렸다. 
이 영화에 출연한 북한 측 인물은 당시 대표팀 감독이었던 명례현 씨와 이탈리아전 결승골의 주인공 박두익을 포함해 골키퍼 리찬명 그리고 박승진, 림중선, 임성휘, 한봉진, 양성국 등 8명이다. 그리고 당시 이탈리아 축구 국가대표팀 소속으로 뛰었던 산드로 마촐라와 지아니 리베라도 이 영화에 출연해 당시 경기에 대해 회고했다.

## 출연

### 주연
- 폴 니콜슨
- 엘리자베스 여왕 2세

## 같이 보기
- 사다리 전술
- 어떤 나라
- 조선민주주의인민공화국 대 이탈리아 (1966년 FIFA 월드컵)